# I gioielli
I gioielli (Les Bijoux) è un racconto di Guy de Maupassant, facente parte della raccolta di racconti Chiaro di luna (Clair de lune) del 1883.

## Storia
Il racconto Les Bijoux è stato pubblicato in precedenza sul quotidiano francese Gil Blas del 27 marzo 1883, firmato da Maupassant con lo pseudonimo di "Maufrigneuse". Lo stesso anno fu incluso nella  raccolta Chiaro di luna (Clair de lune) edito da Monnier.

## Trama
Il signor Lantin è un semplice impiegato che percepisce un modesto stipendio. Durante una serata mondana conosce una bellissima fanciulla, nota a tutti come una ragazza semplice e di grande virtù; l'uomo la chiede in sposa. Nei successivi sei anni, la donna porta la felicità nella sua vita, dandogli mille attenzioni e occupandosi della gestione dei loro beni con tale oculatezza da fargli sembrare di vivere nel lusso. La donna ha solo due difetti ai suoi occhi: l'amore per il teatro e un'ossessione per i gioielli falsi. Lantin, che non ama il teatro, le permette di andarci da sola.
Una sera, tornata dall'Opéra, la signora Lantin accusa un malore e muore nel giro di pochi giorni, gettando il marito nella disperazione; privato della sua abilità finanziaria, l'uomo perde anche la sua agiatezza. Per pagare i suoi debiti decide di disfarsi della paccottiglia della moglie: dopo essersi recato da un gioielliere con una collana che lui crede falsa, se la vede stimare quindicimila franchi. Lo stesso accade con altri gioielli.
Lantin non capisce come sua moglie avesse potuto ottenere questi oggetti preziosi; pian piano intuisce che la loro agiatezza non fosse dovuta alla competenza finanziaria di sua moglie, ma al fatto che lei si accompagnasse a uomini facoltosi quando gli diceva di andare a teatro. Lantin vende allora il resto dei gioielli ottenendo una grossa somma. Divenuto ricco si dimette dal lavoro e comincia ad andare a teatro e a frequentare donne di compagnia. Sei mesi dopo si risposa con una donna onestissima, ma che lo fa penare a causa di un brutto carattere.

## Critica
"I gioielli" è un racconto simile alla maggior parte degli altri racconti della raccolta Chiaro di luna: «facili bozzetti, vivaci pagine d'occasione più che meditata opera d'arte; anche se non mancano quadri realistici disegnati con quell'infallibile sicurezza di mano e quella singolare immediatezza di effetti che contraddistinguono il preciso talento di narratore del Maupassant». Per Viktor Šklovskij il racconto di Maupassant è costruito sul procedimento dell'errore. In questo caso dei gioielli autentici vengono presi per falsi. Analogo meccanismo, ma di segno contrario, Maupassant lo ha adoperato nel racconto La collana dove dei gioielli falsi vengono presi per veri. Nei racconti degli errori la confusione di due dati concetti è motivata dalla somiglianza esteriore delle situazioni, con la possibilità di un duplice significato. Tutti i racconti di Maupassant inoltre sono anche esempi di novella col parallelismo, nella quale si ha la comparazione di due oggetti; in questo caso il carattere di una donna viene paragonata all'autenticità dei gioielli.

## Edizioni
- (FR) Guy de Maupassant, Les Bijoux, in Clair de lune, illustrazioni di de Arcos ... [et al.], Paris, Monnier, 1883,  pp. 99-106.
- (FR) Les Bijoux, in Clair de lune, Paris, P. Ollendorff, 1888.
- (FR) Les Bijoux, in Maupassant, contes et nouvelles, texte établi et annoté par Louis Forestier, I, Paris, Gallimard, 1974, ISBN 978-2-07-010805-3.
- Chiaror di luna, collana Biblioteca romantica economica. Ser. 2 ; 313, traduzione di Enrico Aresca, Milano, Soc. Edit. Sonzogno, 1904.
- I gioielli, in Chiaro di Luna, traduzione di Rubino Rubini, Milano, Ed. Di Uomo (Tip. A. Cordani), 1944.
- I gioielli, in Chiar di luna, traduzione di Oreste Del Buono, Milano, Rizzoli, 1954.
- I gioielli, in Racconti, traduzione di Tiziana Goruppi, Roma, La Repubblica, 2004,  pp. 47-54, ISBN 88-89145-26-9.

## Adattamenti
- La collana di perle (Romanze in Moll) - film del 1943 sceneggiato e diretto da Helmut Käutner[5]